# Кириченко Іван Миколайович
Іван Миколайович Кириче́нко (нар. 16 березня 1960, Київ) — український графік і педагог; член Спілки радянських художників України з 1988 року.

## Біографія
Народився 16 березня 1960 року в місті Києві (нині Україна). Син художника Миколи Кириченка, брат художника Віктора Кириченка. 1984 року закінчив Київський художній інститут, де навчався зокрема у Валентина Сергєєва, Андрія Чебикіна.
З 2002 року працює у Києві в Національній академії образотворчого мистецтва і архітектури: з 2007 року — доцент кафедри графіки; з 2011 року — декан образотворчого факультету. Жив у Києві в будинку на вулиці Академіка Корольова, № 4, квартира № 8 та в будинку на вулиці Межигірській, № 25, квартира 23.

## Творчість
Працює у галузі станкової графіки. Серед робіт:
- «Той, хто подорожує верхи» (1993);
- «Завоювання раю» (1993);
- «Грішні ангели» (1993);
- «Орфей» (1993);
- «Вершник» (1993);
- «Тесей та амазонка» (1993);
- «Оленячі лови» (1996);
- «Троянський кінь» (1996);
- «Полювання» (1996);
- «На березі сновидінь» (1996);
- «Оголена» (1997);
- «Натюрморт із птахами» (1997);
- «Портрет» (1997);
- «Викрадення Європи» (1997);
- «Прогулянка» (2002);
- цикл «Україна і українці» (2000—2012).

Бере участь у всеукраїнських, всесоюзних та зарубіжних мистецьких виставках з 1982 року.